# 1995 (album Atari Teenage Riot)
1995 – debiutancki album studyjny niemieckiego zespołu Atari Teenage Riot, wydany w marcu 1995 roku. Płyta była nagrywana w latach 1993–1994. Przy tworzeniu muzycy wykorzystali sample z utworów m.in. Nirvany, Jamesa Browna i Sham 69. Płyta jest oznaczona pierwszym numerem katalogowym wytwórni Aleka Empere – Digital Hardcore Recordings. Album został jakiś czas później wydany ponownie z nowym tytułem – Delete Yourself! i nową okładką.
Utwór "Speed" pojawił się w filmie "Szybcy i wściekli: Tokio Drift", jak i również na jego soundtracku.

## Lista utworów
1. "Start the Riot!" – 3:40
2. "Into the Death" – 3:26
3. "Raverbashing" – 3:26
4. "Speed" – 2:48
5. "Sex" – 3:33
6. "Midijunkies" – 5:15
7. "Delete Yourself! (You Got No Chance to Win!)" (na żywo w Glasgow, 17.10.1993) – 4:37
8. "Hetzjagd Auf Nazis!" (na żywo w Berlinie, 25.2.1994) – 5:16
9. "Cyberpunks Are Dead!" – 3:35
10. "Atari Teenage Riot" – 3:36
11. "Kids Are United!" – 3:38
12. "Riot 1995" – 4:01

2012 Remaster
1. "Atari Teenage Riot" (1st Ever Studio Recording!) – 3:09
2. "Children of the New Breed" – 3:32
3. "Riot Machine" – 5:23

## Twórcy albumu
- Alec Empire
- Hanin Elias
- Carl Crack